# Chiconeta
Chiconeta là một chi nhện trong họ Leptonetidae.